# Christine Conix
Christine Conix (Lier, 20 de mayo de 1955) es una arquitecta belga. Es fundadora de su propia oficina y actualmente CEO de la firma Conix RDBM Arquitectos con sedes en Bélgica y Países Bajos. Es miembro referente de importantes asociaciones relacionadas con la arquitectura en su país. Recibe notables distinciones en concursos de arquitectura y diseño urbano y su obra cuenta con numerosas publicaciones.

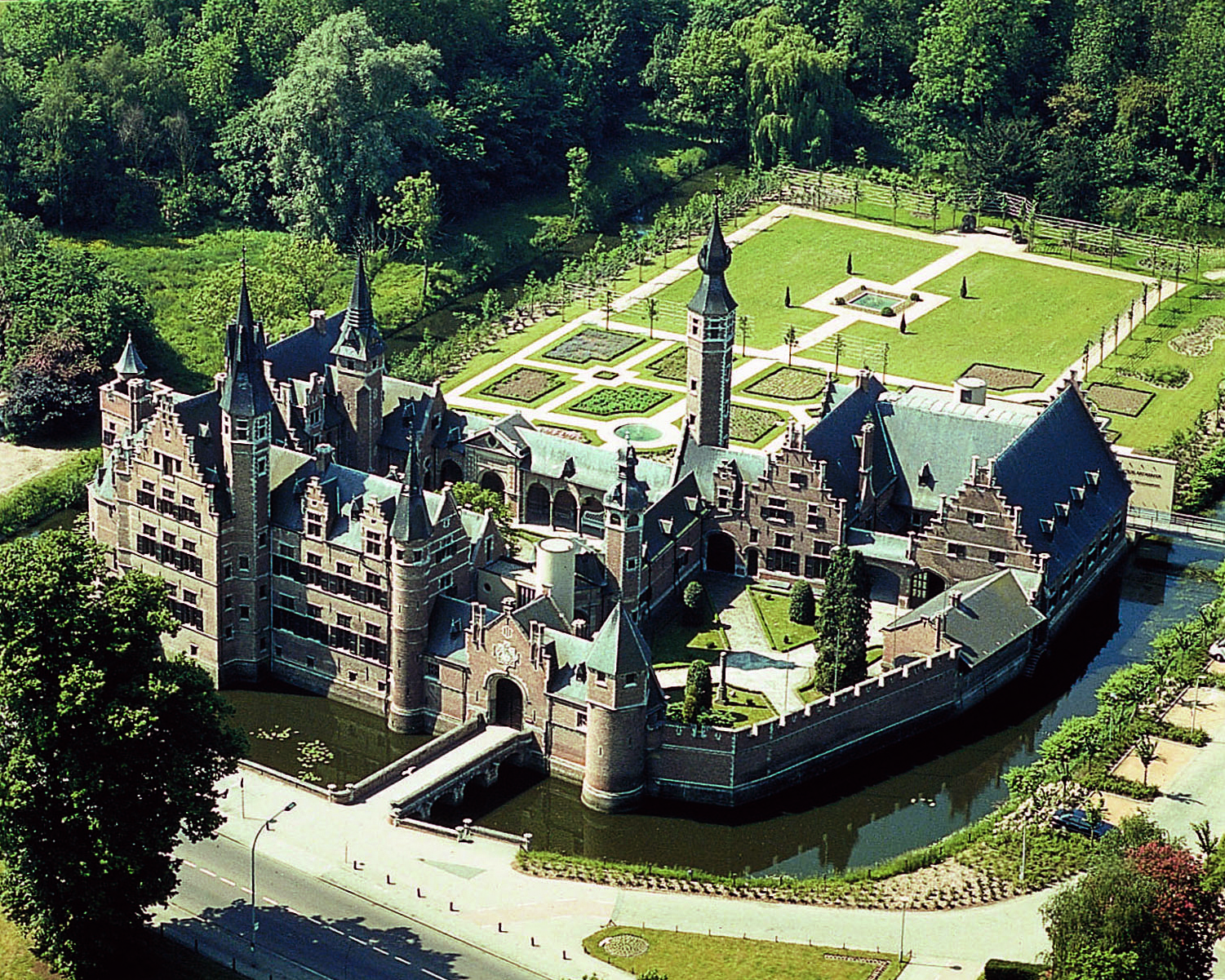
Museo de Platería en Sterckshof

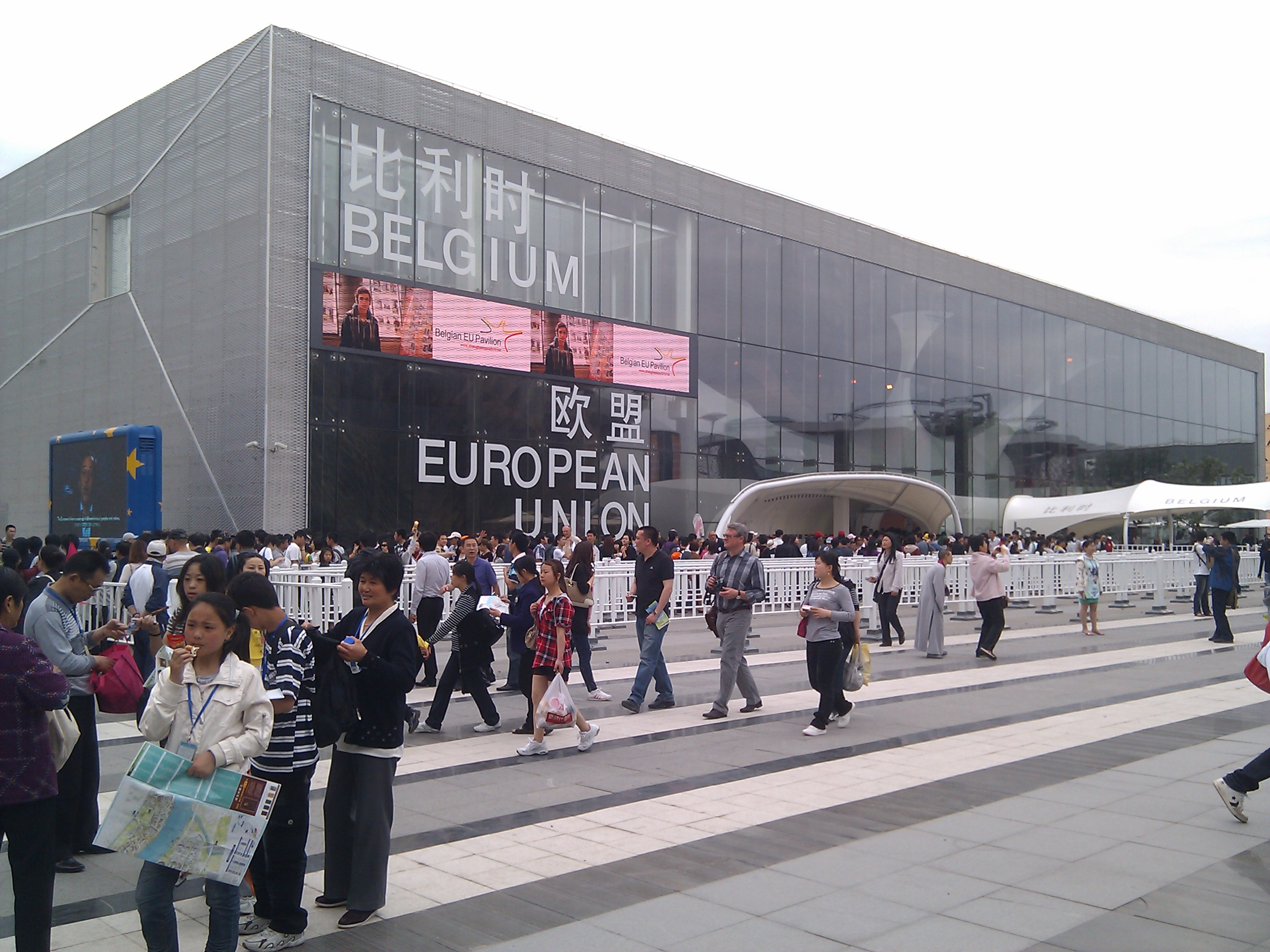
Pabellón de Bélgica en la Expo 2010, Shanghái

## Primeros años
Creció en Amberes. Estudió en el Instituut Dames van het Christelijk Onderwijs. A pesar de que sus padres no tenían ningún vínculo con la construcción decidió seguir arquitectura. En 1978, estudió en el Instituto Superior de Arquitectura de Amberes (hoy Instituto de Ciencias de la Arquitectura Henry van de Velde), donde obtuvo un máster. En 1979, fundó su propio estudio de arquitectura, el "Conix Architects".  Por lo tanto, sigue el curso de arquitectura en el Instituto Superior de Arquitectura del Imperio (HAIR - ahora Instituto de Ciencias de la Arquitectura Henry van de Velde) en Amberes, donde se graduará en 1978. Durante sus años universitarios se casó con Philippe Doninck. Ella cree que no existen diferencias entre hombres y mujeres. Es madre de 3 hijos adultos y nunca interrumpió su carrera con licencias de maternidad.

## Trayectoria
En 2012, Christine Conix daba empleo a 47 personas, y dirigía un estudio en Bruselas, otro en Amberes y un tercer estudio en Varsovia inaugurado en 2009.
A principios de 2013, Conix anuncia la fusión con otra oficina en Amberes, RDBM Architecten & Adviseurs. La trayectoria de Conix en proyectos residenciales e institucionales con los que obtiene reconocimiento internacional, se une a la experiencia de RDBM Architecten & Adviseurs con su método de construcción de aversión al riesgo y la creación de valor añadido demostrado en diversos proyectos en el sector educativo y de vivienda social. La fusión constituye una complementariedad de referencias, competencias y conocimientos. Conix RDBM Arquitectos, es un estudio de arquitectura que ella dirige junto a Jorden Goossenaerts y Frederik Jacobs, formado por un equipo multidisciplinar de 65 miembros que operan desde oficinas en Amberes, Bruselas, Róterdam y Terneuzen.
Conix entiende que la arquitectura está determinada por varios aspectos: la ubicación del edificio, los materiales de construcción, los detalles y terminaciones, todos bajo un concepto que los incluye. El resultado es una obra que no sólo se refiere a su contexto sino también a su tiempo. Persigue un diseño claro, que se expresa en el tratamiento del espacio exterior y la amplitud interior, orientado por la funcionalidad, la experiencia y la sorpresa. Conix considera que el valor de la arquitectura no se limita a la construcción como tal: la emoción es igualmente importante. Ambos aspectos, materiales e inmateriales, determina el valor añadido de la arquitectura.
Entre las obras de Conix se destaca la renovación y ampliación del Atomium  en Bruselas, que incluye el diseño exterior e interior del pabellón y de la explanada en diferentes etapas, obra con la que obtiene el primer premio en la categoría renovación del Staalbouwwedstrijd (Infosteel) y es nominada al Leaf Awards (Leading European Architect Forum) en 2006, además de la selección final del Prize for Architecture Brussels – Horta en 2008. El presupuesto estimado para la ampliación del Atomium en 2010 por Conix Architects ascendía a más de 3 millones de euros.
Con Unicore, un masterplan para un área industrial y de oficinas en Hoboken, Bélgica, obtiene el premio especial por desempeño técnico del Archizinc Trophee en 2010 y es seleccionada en otros dos premios de diseño interior. Consigue proyección internacional con el pabellón belga UE para la Exposición Universal de 2010 en Shanghái, que incluye el diseño, realización mantenimiento y desmontaje; y más recientemente, con la solicitud del rey Mohammed VI para construir una nueva ciudad en Nador, Marruecos.
Christine Conix también preside en la asamblea general del VAI, Vlaams Architectuurinstituut, en Bruselas, y es miembro de la Junta de Asesoramiento del Centro de Diseño de Winkelhaak en Amberes. En 2007, es cofundadora del G30, asociación de arquitectos líderes en Bélgica, donde se desempeña como vicepresidenta de la junta directiva.

## Obras
El trabajo de la oficina incluye nuevas construcciones, reconstrucciones y reformas en el ámbito de proyectos residenciales, gubernamentales, educativos, culturales, comerciales e industriales; su búsqueda se orienta a evitar una tipología edilicia específica. También se ocupan de promociones inmobiliarias, masterplanning, diseño de interiores y de productos. Desarrollan una metodología de trabajo que permite crear un concepto integrado sobre la base de cuatro instancias básicas del proyecto: investigación, diseño, construcción y mantenimiento.
- 1990-1992 Nueva casa en el sitio histórico de Cogels Osylei, Amberes
- 1996-1998 inmueble de apartamentos.[14]
- 1999-2006 Desarrollo mixto Hoopnatie, Amberes[14]
- 2001-2003 Renovación de una antigua granja en la Toscana, Ferranesi, Asciano (Italia)
- 2003-2007 Renovación de un antiguo depósito en la nueva sede del banco J. Van Breda & Co., Amberes[15][16]
- 2004-2007 renovación del interior del Atomium[17][6] y en colaboración con el diseñador alemán Ingo Maurer, la construcción de un pabellón de recepción.[7] y su relocalización en Bruselas.
- 2005-2009 W16, renovación y extensión del edificio de oficinas para BKCP, Bruselas
- 2005-2009 Mercelis, nueva biblioteca y desarrollo residencial, Ixelles
- 2005-2009 Master plan, construcción y renovación de oficinas y edificios industriales para Umicore, Hoboken
- 2006-2010 London Tower, Amberes
- 2006 Renovación y ampliación de la 4th European School, Bruselas[18] (en colaboración con Archi 2000, Atelier du Sart Tilman, Duijsens and Meyer Viol, Marcq & Roba)
- 2007-2009 CX series (Duscholux), Colección de sanitarios, premiada con el  'Good Design Award'
- 2007 Conversión de la Capilla de los Tejedores en tienda para McGregor Women, Gante
- 2007-2015 Museo de la Platería Sterckshof, Renovación y diseño del interior, Deurne[19]
- 2008-2011 Apartamentos Ocean's Four, Gdańsk (Polonia)
- 2009-2011 Glass House, renovación y reconversión de un edificio moderno de viviendas en un desarrollo residencial, Amberes
- 2010 diseño del pabellón belgo-europeo para la Expo 2010 en Shanghái.[9][20] (asociada con JV Interbuild – Realys)